# بکی دوگان
بکی دوگان (انگلیسی: Becky Duggan؛ زادهٔ ۱۰ ژوئن ۱۹۸۳) بازیکن فوتبال اهل بریتانیا است.
از باشگاه‌هایی که در آن بازی کرده‌است می‌توان به باشگاه فوتبال زنان چلسی و باشگاه فوتبال زنان فولام اشاره کرد.